# Hercostomus shelkovnikovi
Hercostomus shelkovnikovi är en tvåvingeart som beskrevs av Stackelberg 1926. Hercostomus shelkovnikovi ingår i släktet Hercostomus och familjen styltflugor. Inga underarter finns listade i Catalogue of Life.